# Ponte Brolla
Ponte Brolla ist eine Ortschaft im Kanton Tessin in der Schweiz, die politisch halb der Gemeinde Terre di Pedemonte (nördlich der Strassenbrücke) und halb der Gemeinde Locarno (südlich der Strassenbrücke) angehört.

## Geographie
Sie liegt nordwestlich von Locarno an der Stelle, wo sich das Centovalli und das Valle Maggia verzweigen. Bei Ponte Brolla verlässt die Maggia das Valle Maggia durch eine enge Schlucht mit bizarren Felsformationen und vereinigt sich mit der Melezza. Über die Schlucht spannt sich eine 33 m hohe einbogige gemauerte Steinbrücke, die dem Ort den Namen gegeben hat. Bis diese 1965 stillgelegt wurde, zweigte in Ponte Brolla die Locarno-Ponte Brolla-Bignasco-Bahn von der Centovallibahn ab.

## Sehenswürdigkeiten
Auf dem Hügel nordwestlich von Ponte Brolla befinden sich die Ruinen von Wehrbauten aus vorgeschichtlicher, spätrömischer und möglicherweise mittelalterlicher Zeit. Sie werden heute als „Castelliere“ (früher Castello) bezeichnet. Der Hügel bietet eine grosse Weitsicht ins Maggiatal, Centovalli und zum Langensee. Aus diesem Grunde wurde im Felsinnern im Zweiten Weltkrieg eine weitere Festung eingebaut, die auf Anfrage bei den Zuständigen besichtigt werden kann.
Nördlich der Strassenbrücke befindet sich in pittoresker Umgebung eine heute als Wanderweg umgenutzte Stahlbrücke der ehemaligen Locarno-Ponte Brolla-Bignasco-Bahn über die Maggia.

## Sport
Nördlich des Ortes liegt ein bei Kletterern beliebter Felshang.
Die Maggia-Schlucht ist eine beeindruckende Felsschlucht nördlich von Ponte Brolla. Sie ist etwa einen halben Kilometer lang und 25 Meter tief und erstreckt sich zwischen der Bahn- und Autobrücke und der alten Stahlbrücke. Die Felsen der Schlucht sind Austragungsort von Europa- und Weltmeisterschaften im Klippenspringen, mit Sprunghöhen bis 20 Meter.
Unterhalb von Ponte Brolla befindet sich einer der bekanntesten Tauchplätze in der Maggia. Sowohl Geräte- als auch Apnoetaucher tauchen gerne in das aus dem Fels gewaschene Becken, wo sich eine einmalige Unterwasserlandschaft befindet. Der Ein- und Ausstieg für diesen Tauchplatz befindet sich bei Pozzo di Tegna, gegenüber von Ponte Brolla. Ganz ungefährlich ist dieser Tauchplatz aber nicht, weil ein Überlauf des Kraftwerks Ponte Brolla direkt darüber liegt.

## Bilder

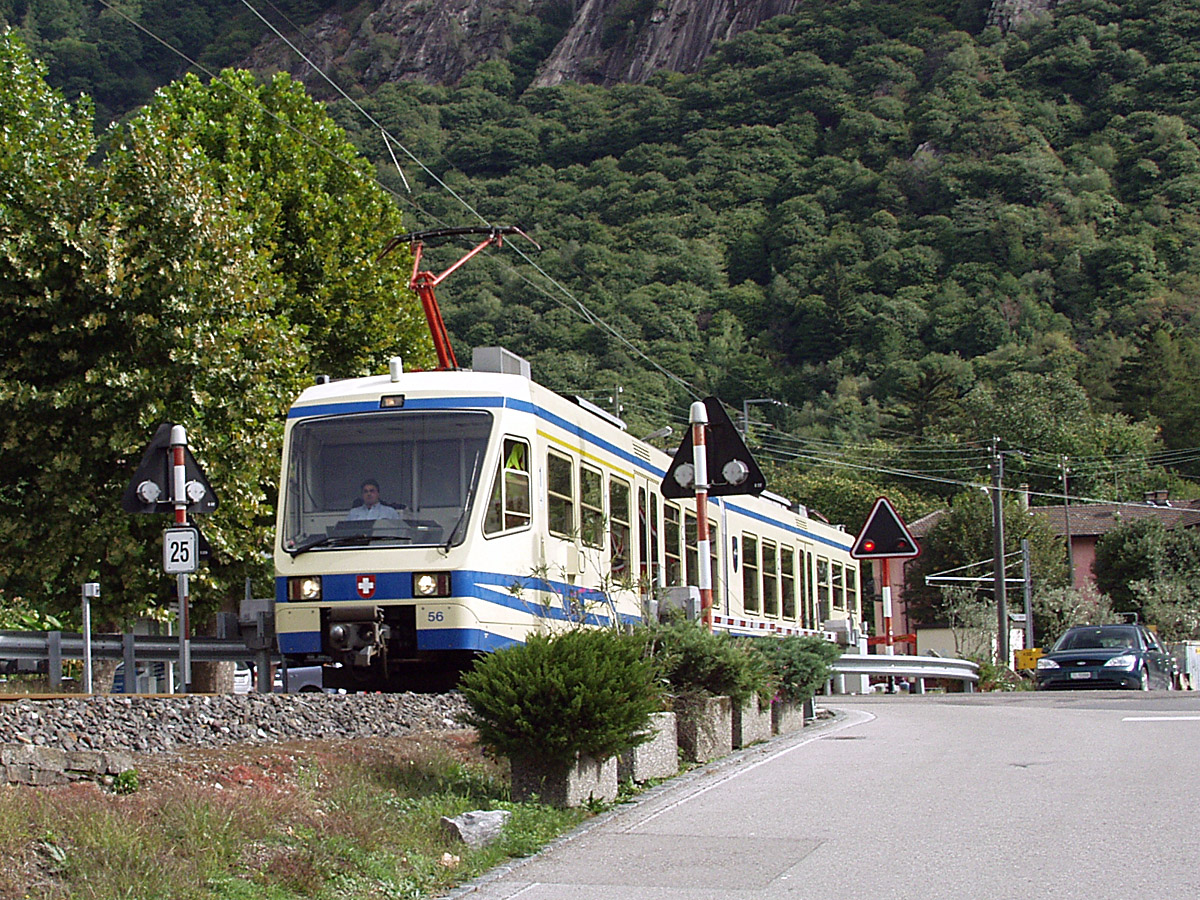
Centovallibahn in Ponte Brolla
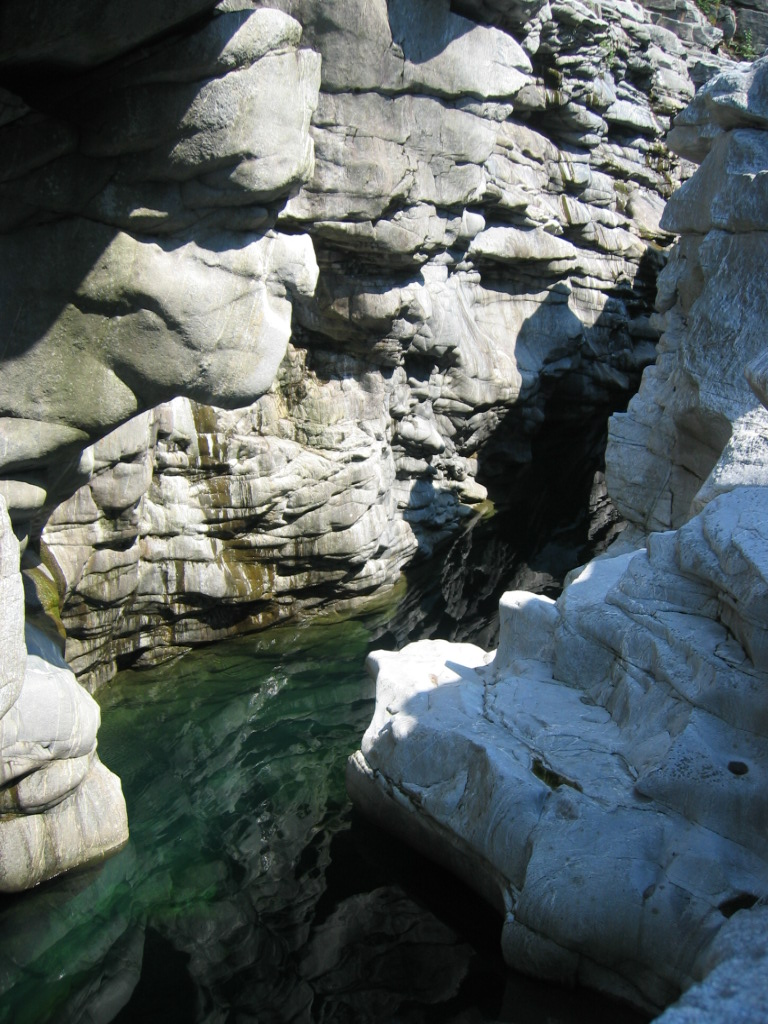
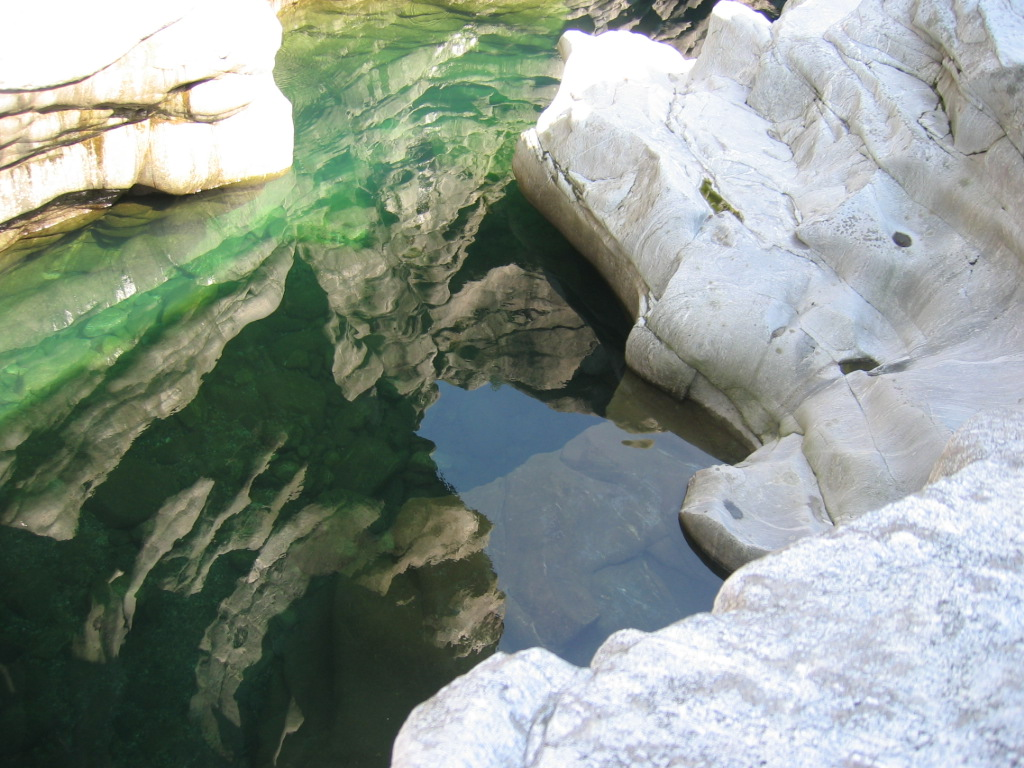
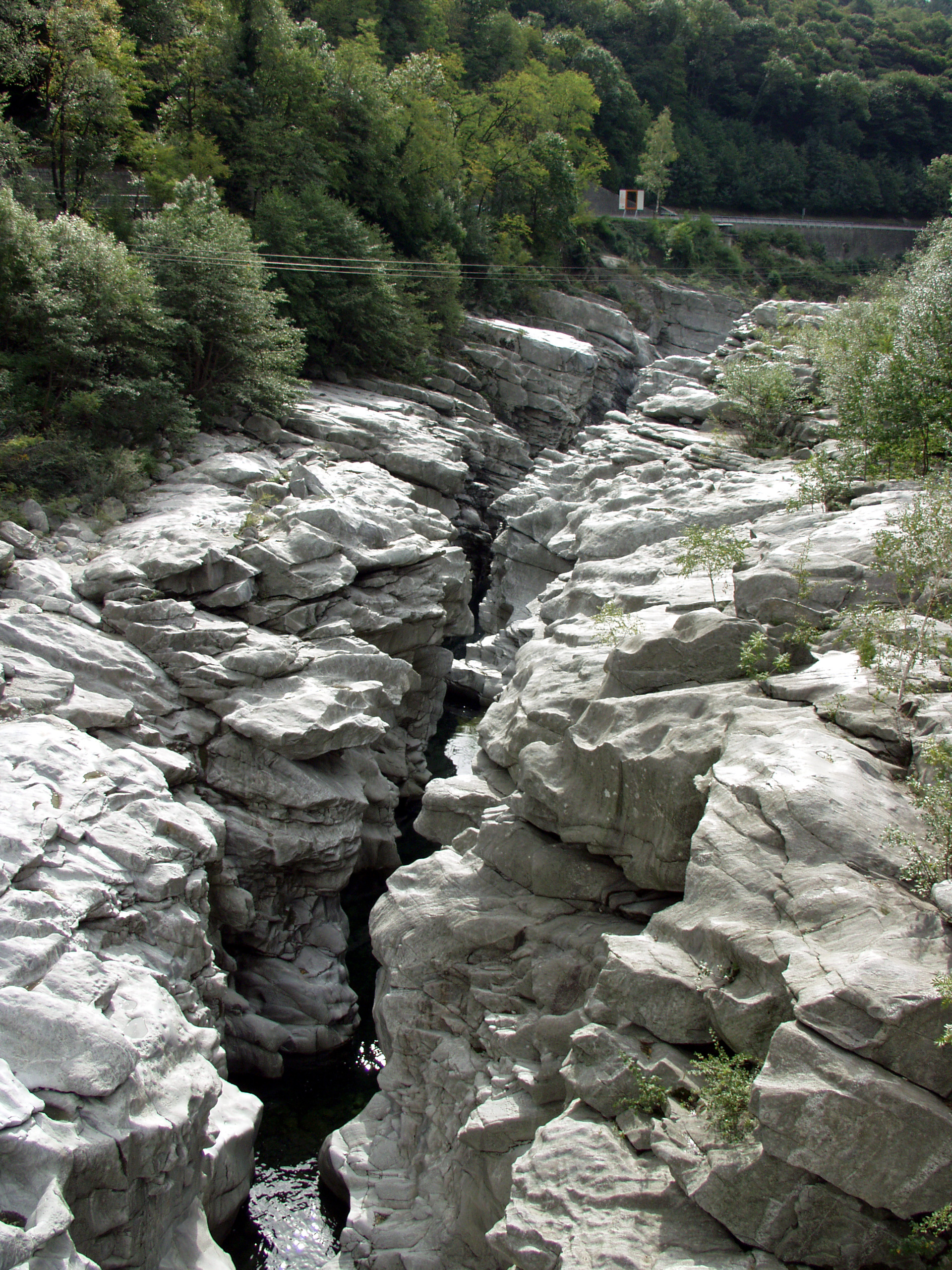
Ponte Brolla. Historisches Bild von Leo Wehrli (1940)
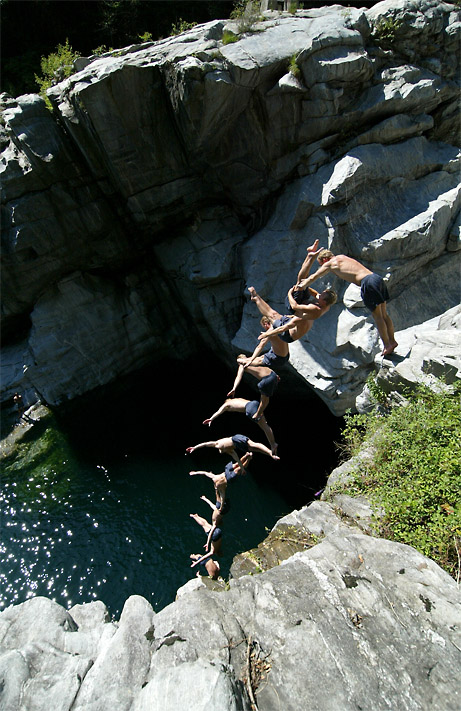
Europameisterschaft Klippenspringen

## Persönlichkeiten
- Erich Lenkeit (* 6. Juni 1928 in Lüneburg; † 21. Februar 2017 ebenda), Künstler und Karikaturist[2]